# Danube (métro de Paris)
Pour les articles homonymes, voir Danube (homonymie).
Danube est une station de la ligne 7 bis du métro de Paris, située dans le 19e arrondissement de Paris.

## Situation
La station se trouve au sud-est de la place Rhin-et-Danube, en plein cœur du quartier administratif d'Amérique, les quais étant établis sous la rue David-d'Angers. Orientée selon un axe nord-ouest/sud-est, elle s'intercale entre les stations Pré-Saint-Gervais (terminus oriental « commercial » de la ligne) et Botzaris (point de bifurcation). En raison de sa situation au nord de la boucle terminale à sens unique, elle est uniquement desservie par les rames en direction de Louis Blanc.

## Histoire
La station est ouverte le 18 janvier 1911 avec la mise en service d'un embranchement de la ligne 7 depuis Louis Blanc jusqu'à Pré-Saint-Gervais, dont la desserte est alors assurée par une circulation sur deux en direction d'Opéra uniquement (le restant des rames étant dirigées sur l'autre antenne de la ligne, qui a pour origine et terminus la station Porte de la Villette).
Il était prévu dans les projets initiaux qu'elle en constitue le terminus, puis la station Place des Fêtes fut pressentie pour assurer ce rôle, avant que ne soit finalement décidé la réalisation d'une boucle à sens unique desservant successivement ces deux points, entre lesquels s'intercale la station Pré-Saint-Gervais qui joue le rôle de terminus « commercial » de cette antenne.
La station doit sa dénomination à son implantation sous la place du Danube, rebaptisée place Rhin-et-Danube en 1951 en souvenir de la 1re armée française qui s'illustra, entre 1943 et 1945, à la campagne d'Italie, au débarquement de Provence, puis combattit sur le Rhin et le Danube lors de la Seconde Guerre mondiale. Ces événements sont également commémorés au terminus de Boulogne - Pont de Saint-Cloud sur la ligne 10, à travers son sous-titre Rhin et Danube.
Le 3 décembre 1967, la station est cédée à l'actuelle ligne 7 bis, dont la création à la même date résulte de la séparation de la branche vers Pré-Saint-Gervais, isolée du restant de la ligne 7 sous la forme d'une navette autonome depuis lors. Ce débranchement se justifie par la moindre fréquentation de cette antenne par rapport à la branche vers Porte de la Villette, car cette dernière station constitue également le point de départ de nombreuses lignes d'autobus de banlieue.
Dans le cadre du programme « Renouveau du métro » de la RATP, les couloirs de la station et l'éclairage du quai en service sont rénovés le 18 décembre 2007.

### Fréquentation
Selon les estimations de la RATP, la station a vu entrer 547 896 voyageurs en 2019, ce qui la place à la 297e position des stations de métro pour sa fréquentation sur 302,. En 2020, avec la crise du Covid-19, son trafic annuel tombe à 266 623 voyageurs, ce qui la maintient au 297e rang mais sur 304, avant de remonte progressivement en 2021 avec 400 157 entrants comptabilisés, la reléguant cependant à la 298e position des stations du réseau pour sa fréquentation sur 304 cette année-là,.

## Services aux voyageurs

### Accès
La station dispose d'un unique accès intitulé « Place Rhin-et-Danube », débouchant sur la rive orientale de la place précitée au droit du lycée Diderot, à l'angle formé par la rue Francis-Ponge et la rue David-d'Angers. Constitué d'un escalier fixe, il est agrémenté d'une balustrade et d'un candélabre en fer forgé dans le style Dervaux des années 1930.

Accès à la station
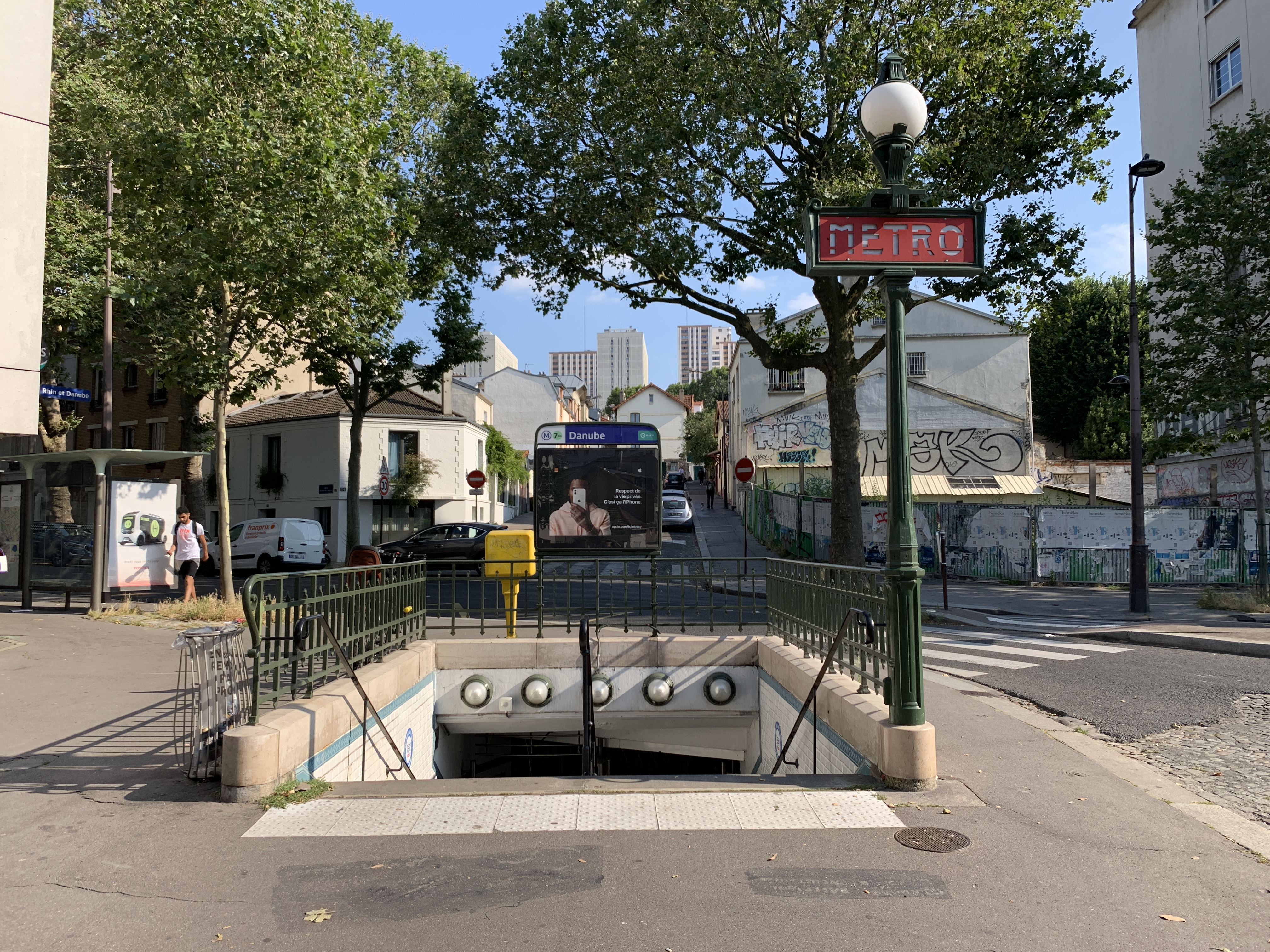
L'unique accès à la station.
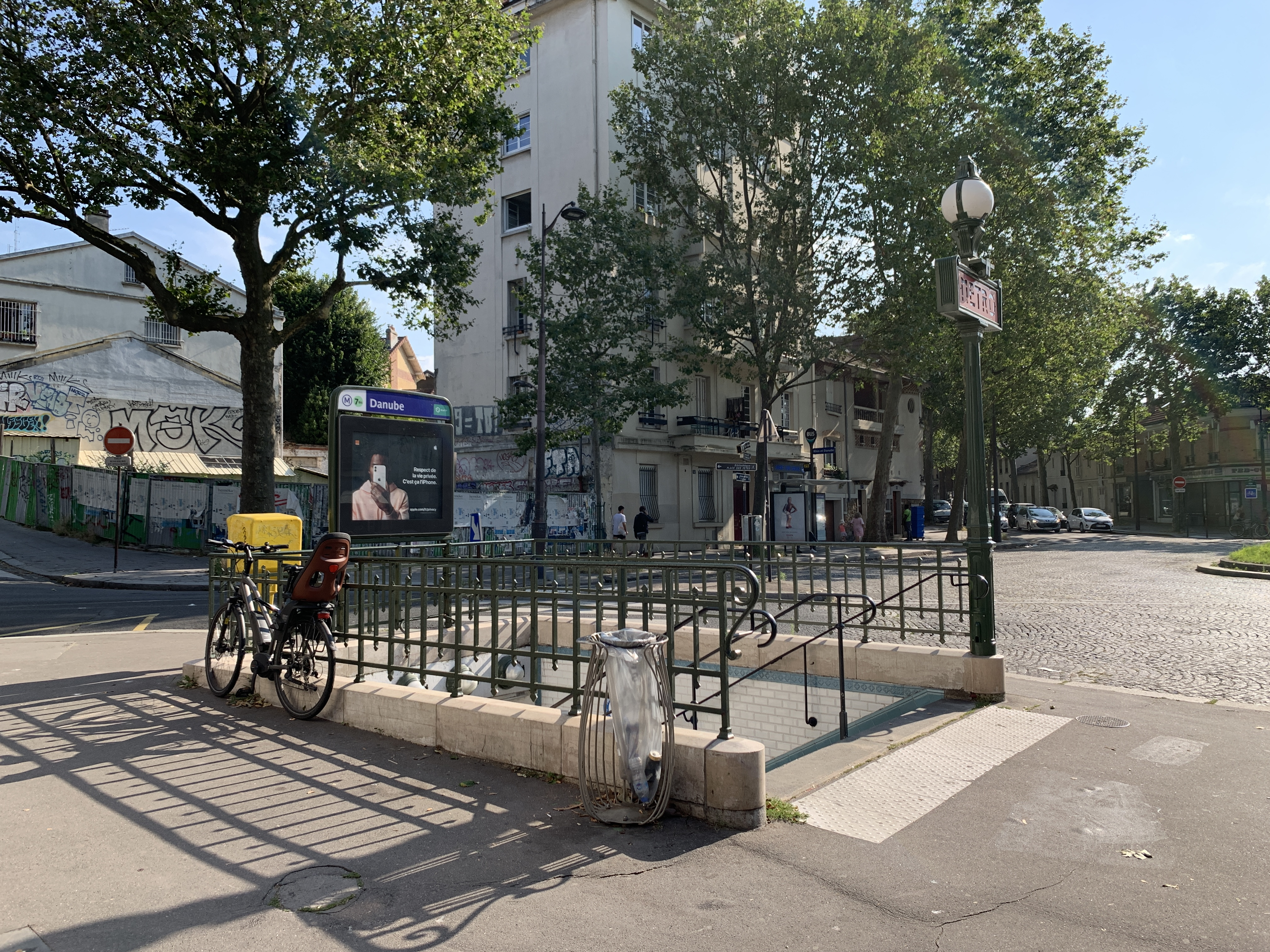
Vue latérale de l'entrée.

### Quais

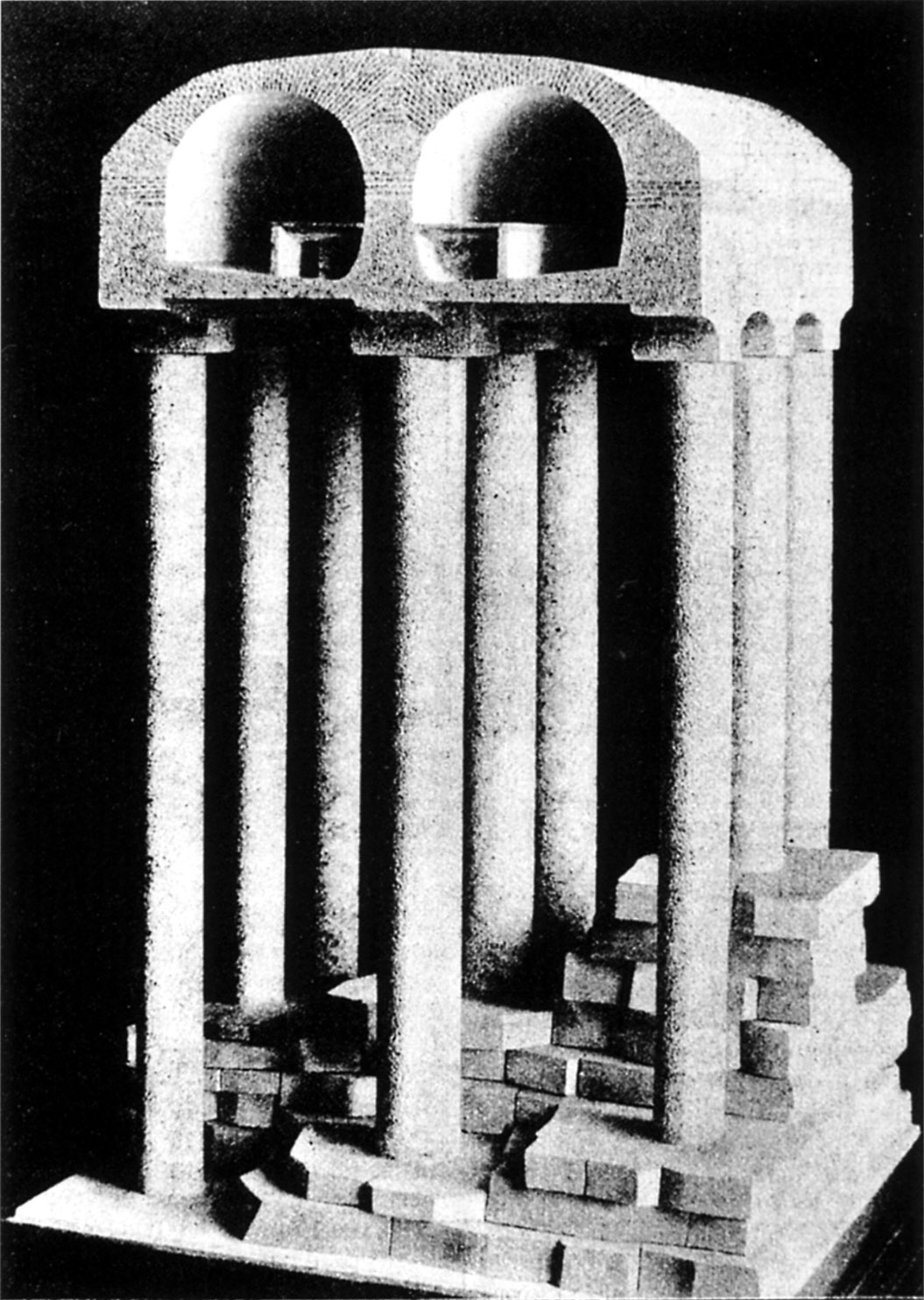
Maquette des renforts sous la station souterraine Danube, établie au travers d'anciennes carrières de gypse donnant l'impression d'être établie comme un viaduc souterrain.

Danube est une station de configuration particulière pour le métro de Paris : elle comporte deux demi-stations parallèles, d'une longueur conventionnelle de 75 mètres, comprenant chacune une voie à quai latéral sous une voûte elliptique, le quai longeant le piédroit central qui sépare la station en deux. Seul le quai sud est desservi par les trains, lesquels circulent uniquement en direction de Louis Blanc, puisque la ligne 7 bis passe ici en boucle à sens unique. Le second quai, au nord, est fermé au public et bordé par une voie qui prolonge la voie navette depuis Pré-Saint-Gervais jusqu'en amont de la station Botzaris. Cette voie constitue une position de garage ainsi qu'une aire de nettoyage des rames au sein même de la station. Les deux quais communiquaient auparavant entre eux par des ouvertures à travers le piédroit axial, lesquelles ont depuis été murées à l'exception du plus proche de la sortie, où un mince partie du quai inutilisé reste accessible aux voyageurs tout en étant bordée par des grilles.
Cette station présente la particularité d'être construite sur des fondations prenant la forme de piliers à travers des remblais instables, disposés en trois files de puits de 2,50 mètres de diamètre et espacés de six mètres, qui descendent à plus de trente mètres pour prendre appui sur un sol stable. Le niveau du rail se situe ainsi à 33,49 mètres au-dessus de ce sol ferme. Ces fondations ont été rendues nécessaires en raison de l'inconsistance du terrain (ici truffé de nombreuses anciennes carrières de gypse totalement remblayées et comblées), afin de ne pas enfouir les quais à une profondeur trop importante qui aurait compliqué la création des accès aux quais.
La décoration du point d'arrêt ouvert au public est du style utilisé pour la majorité des stations du métro : le bandeau d'éclairage est blanc et arrondi dans le style « Gaudin » du renouveau du métro des années 2000, et les carreaux en céramique blancs biseautés recouvrent les piédroits, la voûte ainsi que les tympans. Les cadres publicitaires sont métalliques et le nom de la station est inscrit en police de caractères Parisine sur des plaques émaillées, ces cadres et panneaux nominatifs étant disposés uniquement sur le piédroit central. Le quai est équipé de sièges de style « Motte », de couleur mauve en l'occurrence, ainsi que de banquettes « assis-debout » argentées.

Quais de la station
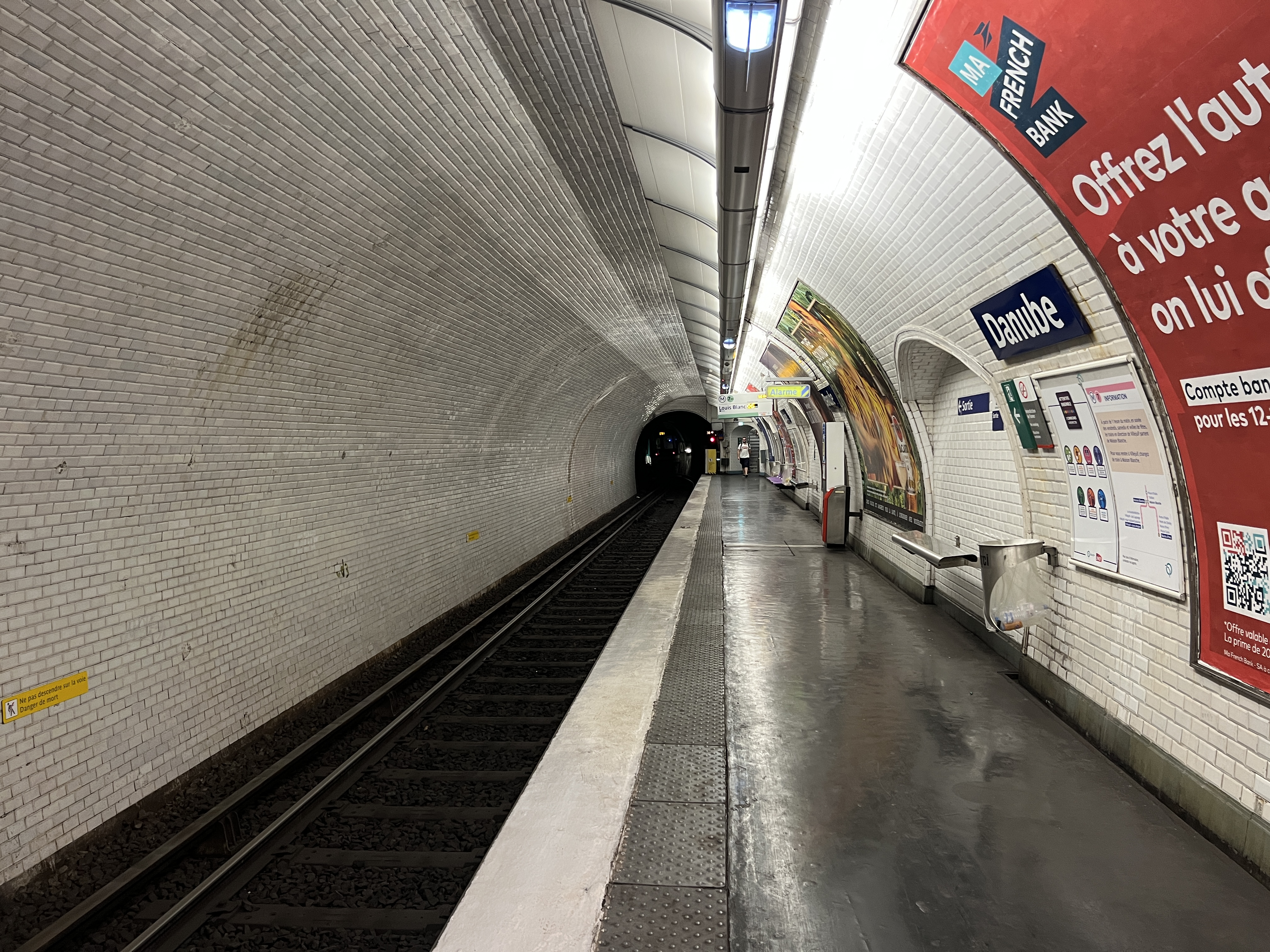
L'unique quai en service, vu en direction de Louis Blanc.
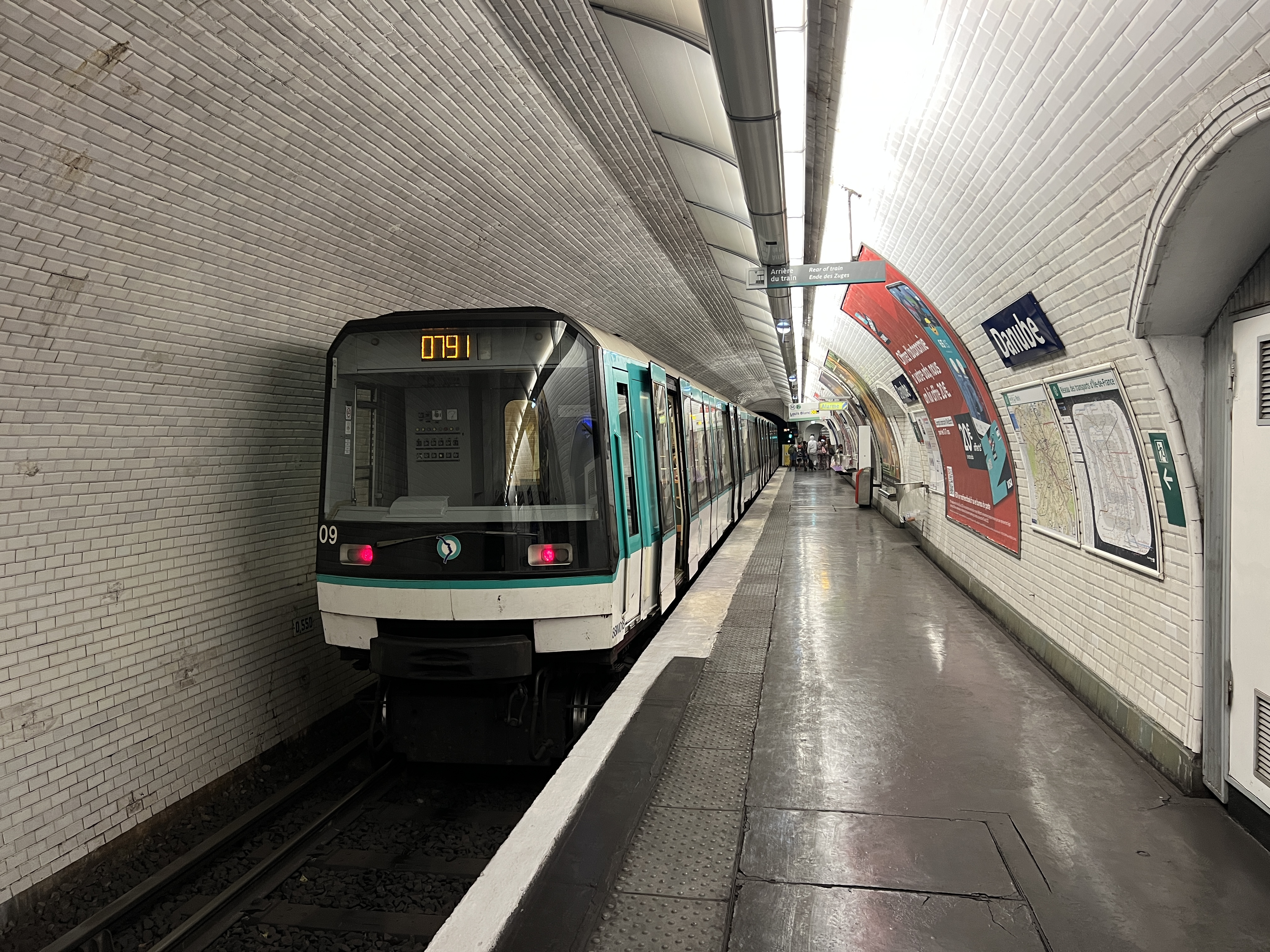
Arrêt d'une rame MF 88 en direction de Louis Blanc.
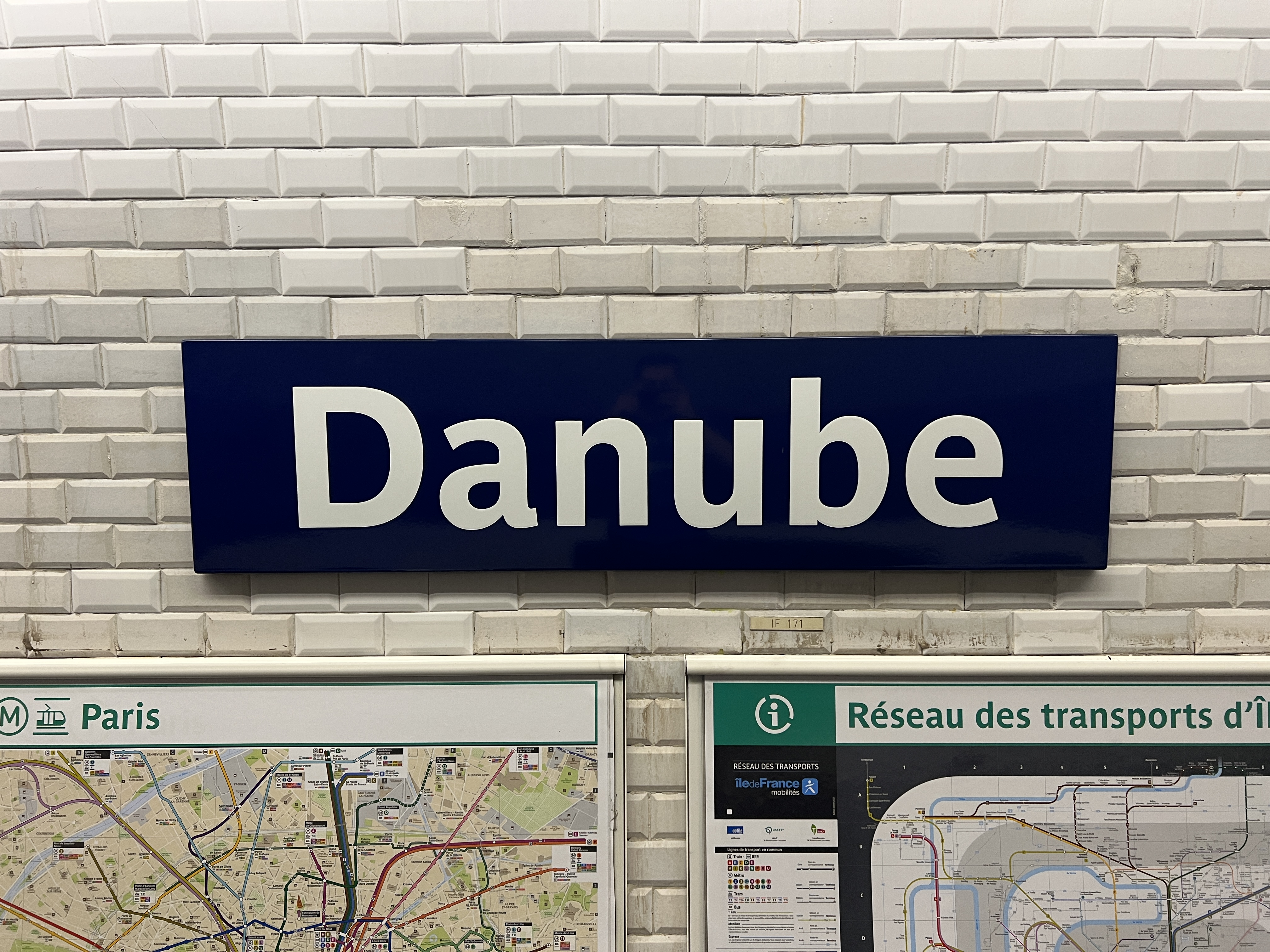
Plaque émaillée indiquant le nom de la station.
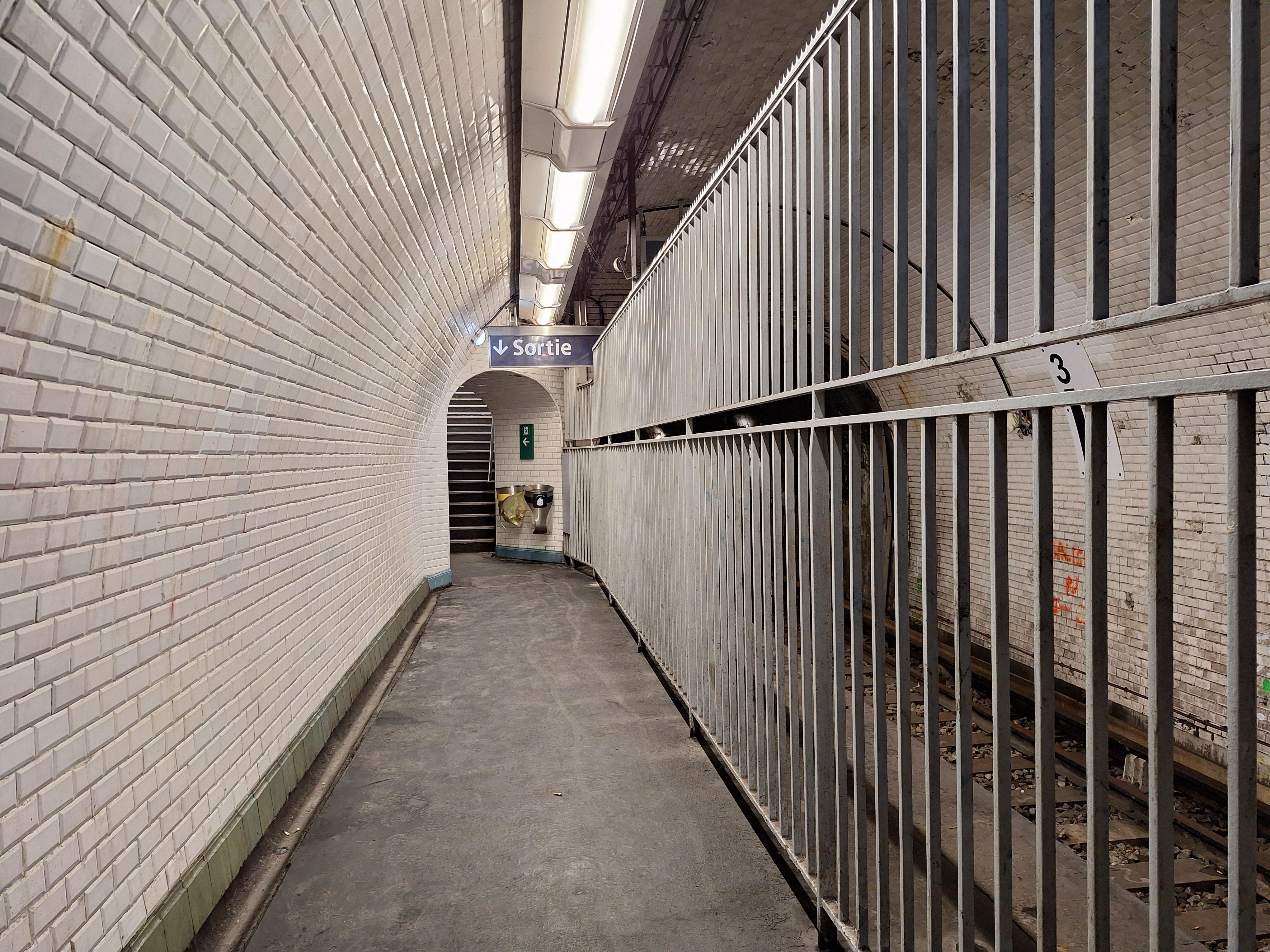
Le second quai dans sa partie accessible au public.
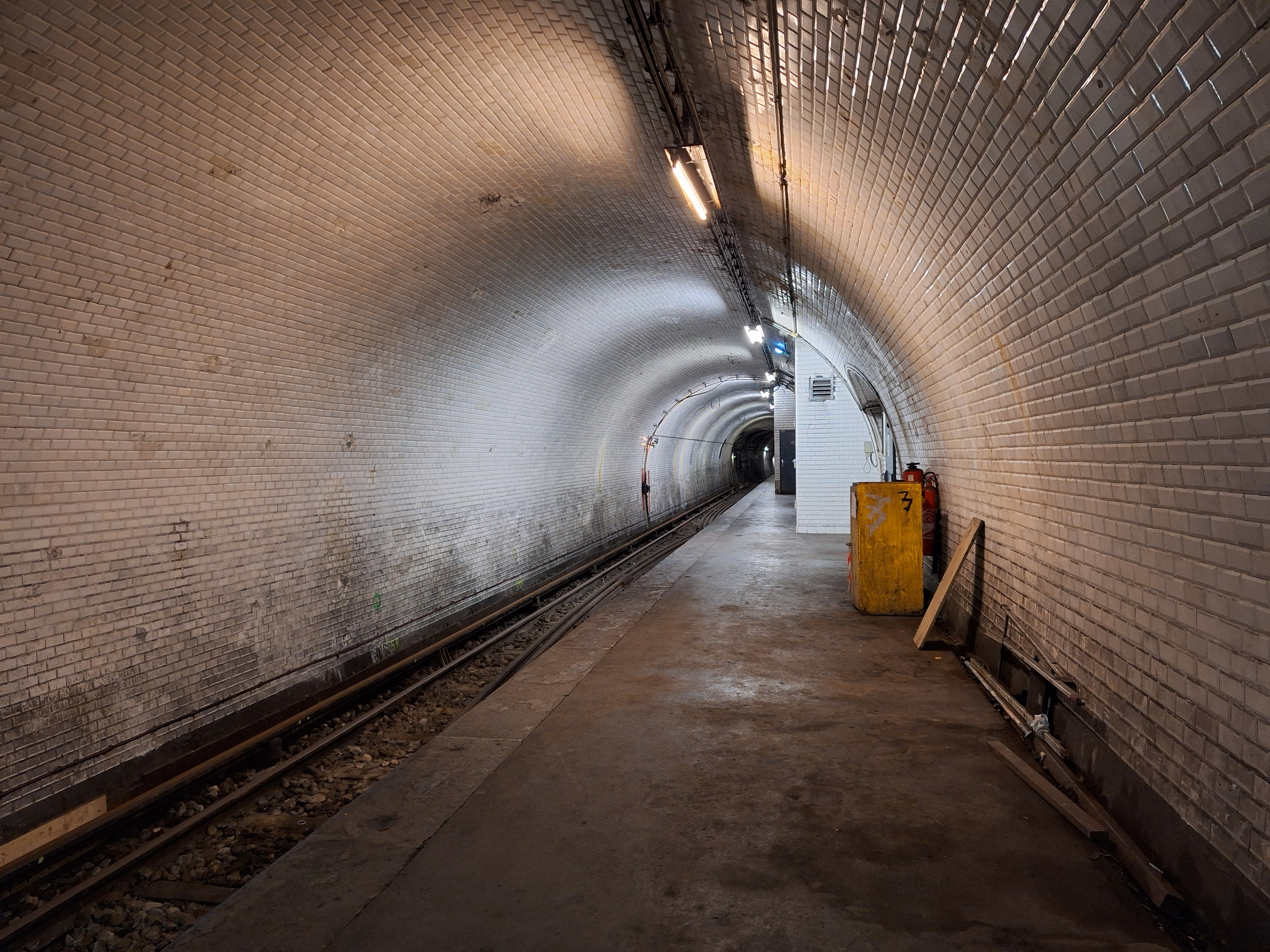
Vue d'ensemble du deuxième quai désaffecté.

### Intermodalité
La station est desservie par la ligne 75 du réseau de bus RATP.

## À proximité
- Quartier de la Mouzaïa (groupe de villas le long de petites rues piétonnes[8])
  - Hameau du Danube (voie privée en forme de Y composée de 28 pavillons)
- Lycée Diderot
- Jardin Hérold
- Piscine Georges-Hermant
- Cimetière de la Villette
- Parc de la Butte-du-Chapeau-Rouge
- Porte Brunet